# Lucie Turel-Welti
Lucie Turel-Welti (* 1895 in Zürich; † 1988 ebenda) war eine Schweizer Textilkünstlerin und Kunstpädagogin.

## Leben und Werk
Lucie Welti wuchs in einer grossbürgerlichen Zürcher Familie auf. Ihr Vater war als freisinniger Stadtrat von 1901 bis 1907 Polizeivorstand. Ihr Bruder Hans Robert Welti (1894–1934) war Rechtsanwalt und unter dem Namen Hanns Welti erfolgreich als Maler. Lucie Welti besuchte von 1916 bis 1919 an der Kunstgewerbeschule Zürich die Fachklasse Sticken bei Sophie Taeuber-Arp. Zudem lernte sie Modezeichnen, Stoffdruck und ornamentales Zeichnen und hatte Kontakt zu Cornelia Forster, Luise Meyer-Strasser und Bertha Tappolet.
Von 1920 bis 1936 nahm sie regelmässig an Ausstellungen teil, namentlich im Kunsthaus und im Gewerbemuseum in Zürich. In den Besprechungen wurde sie mehrfach namentlich erwähnt und ihre teilweise auch abgebildet. Mehrfach war sie an Ausstellungen des Schweizerischen Werkbundes vertreten, dem sie seit 1923 angehörte.
Von Sophie Taeuber-Arp übernahm sie das Arbeiten mit abstrakten Motiven und geometrischen Formen und kombinierte sie teilweise mit figürlichen Darstellungen. Sie wurde eine von Taeuber-Arps bekanntesten Schülerinnen und war 1925 deren Stellvertreterin in der internationalen Jury für die Gewerbeausstellung in Paris. Neben Stickereien entwarf sie auch Kleider.
Sie bewegte sich in den 1930er-Jahren im Umfeld von Alfred Roth, Max Bill (mit dessen Ehefrau Binia Spoerri sie gut befreundet war), Friedrich Vordemberge-Gildewart und Willi Baumeister. 1932 kam es zur Begegnung mit Pablo Picasso, der im Kunsthaus Zürich seine erste grosse Ausstellung überhaupt hatte und der mit seiner Familie von ihrem Bruder Hans betreut wurde.
Nach ihrer Heirat 1947 mit dem Schriftsteller Adrien Turel unterrichtete sie als Dozentin an der Kunstgewerbeschule Basel. Sie unterstützte ihren Mann finanziell und ermöglichte ihm die Herausgabe seiner Werke im Selbstverlag. Nach seinem Tod gründete sie 1958 die Stiftung Adrien Turel, die noch unveröffentlichte Werke von ihm posthum herausgab. Mit Turel hatte sie an der Venedigstrasse 2 in Zürich gewohnt, in einem jener Häuser, die 1971 besetzt und dann abgerissen wurden. Die Neue Zürcher Zeitung schreibt, es seien dort «ungebundene Druckbogen zu zwei fertigen Turel-Büchern zurückgeblieben, Bogen, welche Lucie Turel-Welti in der neuen, kleinen Behausung nicht unterzubringen vermochte und die den Abrissmaschinen entrissen» und 1974 von Hugo Loetscher publiziert wurden.  
Textilobjekte von Turel-Welti aus den Jahren 1916 (also dem ersten Jahr der Ausbildung) bis 1970 sowie eine Werkdokumentation mit Entwürfen und Zeichnungen befinden sich heute in der Sammlung des Museums für Gestaltung Zürich. In der Ausstellung «Der textile Raum» 2006 im Zürcher Museum Bellerive wurden von Turel-Welti unter anderen die «Kissenplatte» von 1921 mit einer Stadtansicht im geometrischen Stil mit Kreuzstichen gestickt, ein Lambrequin von 1924 und bestickte Zierdecken von 1925 präsentiert. Die Neue Zürcher Zeitung schrieb über die Ausstellung: «Erstaunlich frisch etwa wirken die Werke aus jener Zeit, als Kunstgewerbe und Kunst noch als Einheit begriffen wurden.»